# Romet Róbert
Romet Róbert (1972.09.13.) magyar operatőr és fotóművész.

## Élete
A Színház és Filmművészeti Egyetemen szerzett diplomát.
1993-tól 2011-ig dolgozott a Duna Tv-nél. Ez idő alatt az alábbi műsorok elkészítésében működött közre: Kikötő, Világkikötő, Duna Sport, Heti Hírmondó, Közbeszéd, Különvélemény, EU 2011, Zene az kell, Beavatás, Nyelvőrző, Lyukasóra, Színházi Magazin, Kirakat, Isten kezében,  Hald Izrael, Gazdakör, Felelet az életnek,  Híradó és számtalan kisfilm, valamint dokumentumfilm...A Duna Tv mellett szinte minden tv állomásnak dolgozott már és szabadúszóként is tevékenykedik. 

## Fontosabb eredményei
- 2010: Aranyszem Operatőr Fesztivál – jelölés, Hírmagazin kategória
- 2007: Aranyszem Operatőr Fesztivál - jelölés, Közművelődési sorozatok kategória
- 2005: Aranyszem Operatőr Fesztivál - jelölés, Kisjátékfilm kategória
- 2000: 32. Magyar Filmszemle - Fődíj, Kísérleti kisjátékfilm kategória(Beszélő fejek c. film)
- 2000: 2. Banán Fesztivál - Fődíj, (Beszélő fejek c. film)
- 1999: „Múltunk öröksége”  fotópályázat, I. díj.
- 1999: „Utazás a világ körül”  fotópályázat - különdíj

## Munkái
- „Kóborkutyák” - kisjátékfilm, rend.: Lajer László
- „Revolver” - kisjátékfilm, rend.: Lajer László
- „Hétfő, kedd, szerda” - kisjátékfilm, rend.: Tabák Kata
- „Beszélő fejek” - kisjátékfilm, rend.: Fligeauf Benedek
- „A végzet” - tévéjáték, rend.: Kozma Krisztina
- „Világszám”-werkfilm - nagyjátékfilm, rend.: Koltai Róbert
- „Duna Televízió jubileumi arculat” - rend.: Lakatos György
- „Sportpercek – Olimpiai arculat” - rend.: Lakatos György
- „Őrület” - etűd, rend.: Fligeauf Benedek
- „Katt” - etűd, rend.: Romet Róbert
- „Szélmalmokkal harcoló" - portréfilm, rend.: Kovács Noémi
- „4 km” - Áldokumentumfilm – kisjátékfilm, rend.: Faragó Dániel
- „Ámokfutók” - videóklip – rend.: Lakatos András
- „Antal Imre – Úgy kell tenni, mintha.” - portréfilm, rend.: Tabák Kata
- „Mutatványosok” - dokumentumfilm, rend.: Breuer András
- „Budapesti éjszaka, a pulton túl” - portréfilm, rend.: Lajer László
- „A táltos, a polgi, az atya meg a kő” - dokumentumfilm
- „Erdélyi Zsolt 2 részben” - portréfilm, rend.: Breuer András
- „Jelentéktelennek tűnő hazugságok” - kisjátékfilm, rend.: Tősér Ádám

## Külső hivatkozások
- www.romet.hu